# Sandi Češko

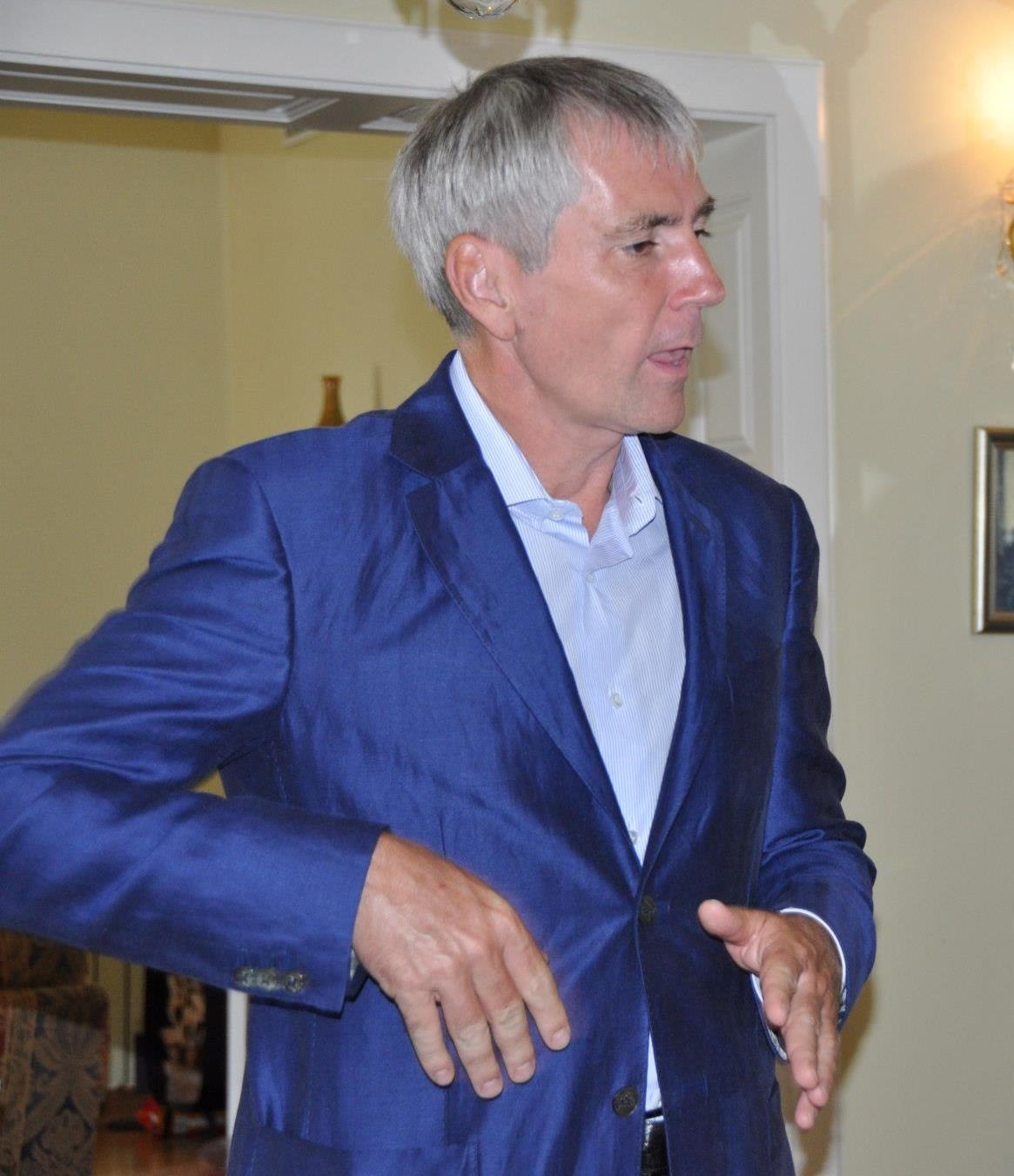
Sandi Češko (2012)

Sandi Češko (* 13. Januar 1961) ist ein slowenischer Unternehmer und Politiker.
Češko begann seine berufliche Laufbahn in einem IT-Unternehmen, das er mit einem Freund gegründet hatte. 1992 gründete er das Direktmarketingunternehmen Studio Moderna, das in 21 zentral- und osteuropäischen Ländern aktiv ist. Es erwirtschaftet mit 7000 Mitarbeitern einen Umsatz von 400 Millionen € (2012).
Zwischen 1992 und 1997 war er Mitglied des Staatsrates Sloweniens.